# Henry Myers
Pour les articles homonymes, voir Myers.
Henry Myers est un scénariste et producteur américain né le 24 juin 1893 à Chicago, Illinois (États-Unis), mort en octobre 1975.

## Filmographie

### comme scénariste
- 1930 : Her Wedding Night
- 1931 : Les Bijoux volés (The Slippery Pearls)
- 1931 : Murder by the Clock
- 1932 : Folies olympiques (Million Dollar Legs)
- 1933 : Diplomaniacs (en)
- 1933 : El Príncipe gondolero
- 1934 : Father Brown, Detective
- 1935 : Le Baron Gregor (The Black Room)
- 1936 : The Luckiest Girl in the World
- 1936 : L'Appel de la folie (College Holiday) de Frank Tuttle
- 1939 : Femme ou Démon (Destry Rides Again)
- 1944 : Hey, Rookie
- 1949 : Henry Myers (Alice in Wonderland)

### comme producteur
- 1944 : Hey, Rookie